# Vultee P-66 Vanguard
Vultee P-66 Vanguard— американський винищувач часів Другої світової війни.

## Історія проекту
У другій половині 1930-х років фірма Vultee Aircraft за власною ініціативою розробила ряд уніфікованих навчальних літаків та винищувач, який отримав заводське позначення P-48. Дослідний зразок винищувача був готовий у вересні 1939 року. Це був суцільнометалевий низькоплан з двигуном Pratt & Whittney R-1830-33 з двошвидкісним компресором, який обертав трилопасний гвинт типу «Гамільтон». Крило мало закрилки та елерони, які управлялись гідроприводом. Шасі складалось у напрямку фюзеляжу. Крісло пілота було броньоване, паливні баки були протектовані.
Озброєння складалось з двох 12,7-мм синхронних кулеметів та чотирьох 7,62-мм кулеметів у крилах.
Проте командування ВПС США не зацікавилось літаком, і фірма стала шукати замовників в інших країнах. У січні 1940 року був підписаний договір з урядом Швеції на поставку 144 машин. Замовлення мало бути виконане в період з вересня 1941 по квітень 1942 року. Проте у жовтні 1940 року держдепартамент США наклав вето на поставку будь-яких озброєнь європейським країнам, за винятком Великої Британії. Підставою буди побоювання, що військова техніка може потрапити у руки німців.
100 літаків зі шведського замовлення погодилась взяти на озброєння Велика Британія, розраховуючи використовувати їх як навчальні. Літаки, яким було присвоєне позначення «Vanguard» Mk.1, передбачалось використовувати на канадських аеродромах для підготовки льотчиків-винищувачів.

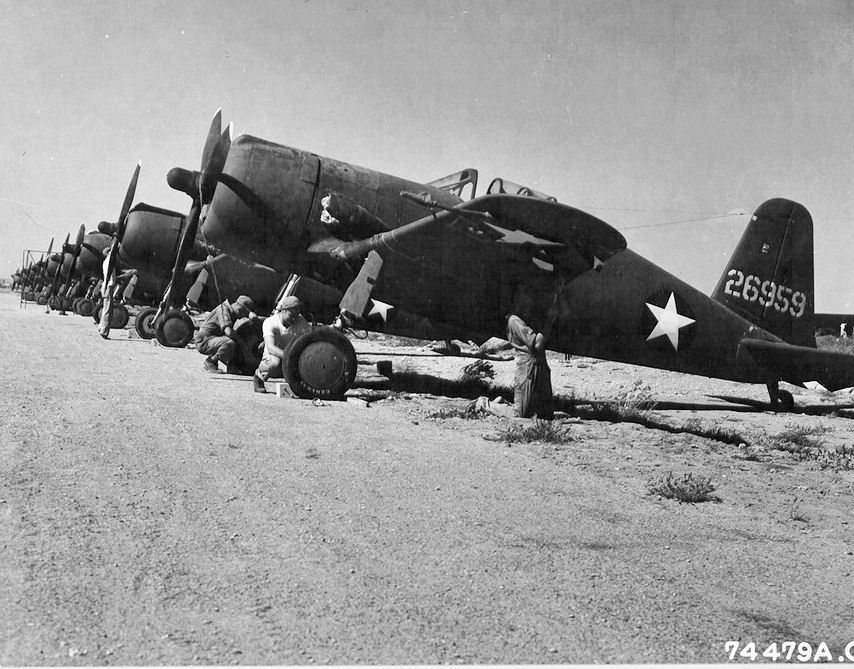
P-66 в Карачі, 25 жовтня 1942 року

Після нападу на Перл-Гарбор американці, побоюючись нальотів японців на тихоокеанське узбережжя США, таки прийняли ці літаки на озброєння, присвоївши їм індекс P-66. Літаки залучались до патрулювання узбережжя. Льотчики відзначали хорошу маневреність літака, але міцність конструкції була недостатня - не беручи участі у бойових діях, було втрачено 15 літаків в аваріях. Крім того, озброєння літака вже вважалось недостатнім. Тому на початку 1942 року вони були зняті з озброєння.
Тоді ж виникла ідея відправити P-66 в Китай. Літаки доставлялись в Карачі (частина своїм ходом, частина у розібраному вигляді на транспортах). Проте ні американські льотчики з добровольчої групи «Літаючі тигри» (англ. Flying Tigers), ні китайці не спішили приймати літаки, очікуючи на прибуття сучасніших Curtiss P-40 Warhawk. P-66 поступово ставали непридатними для використання, аж поки у жовтні 1942 року в Карачі не прибув представник фірми Vultee з авіамеханіками, які полагодили літаки. Навесні 1943 року 79 літаків вилетіли з Карачі в Китай.
Про їх участь у бойових діях достовірних даних немає. Відомо, що втрати були досить значними - як у повітрі, так і внаслідок бомбових атак японців на китайські аеродроми.
До кінця 1943 року вцілілі P-66 були виведені зі складу бойових частин. Гоміньданівський уряд, розуміючи неминучість громадянської війни з комуністами після перемоги над Японією, намагався створити резерв літаків. P-66 були заховані поблизу Чунціна, часто в сирих печерах та навіть просто у ямах, замасковані гіллям. Внаслідок таких умов зберігання літаки стали непридатними для використання, і у 1946 році, коли таки розпочався новий етап громадянської війни, жоден з них не зміг піднятись у повітря.

## Тактико-технічні характеристики (P-43A)

### Технічні характеристики
- Екіпаж: 1 чоловік
- Довжина: 8,66 м
- Висота: 2,87 м
- Розмах крил: 10,97 м
- Площа крил: 18,30 м²
- Маса порожнього: 2 376 кг
- Маса спорядженого: 3 349кг
- Двигун: Pratt & Whitney R-1830-33
- Потужність: 1 200 к. с.

### Льотні характеристики
- Максимальна швидкість: 547 км/г
- Крейсерська швидкість: 467 км/г
- Практична дальність: 1 368 км
- Практична стеля: 8 600 м

### Озброєння
- Кулеметне
  - 2 × 12,7-мм кулемети
  - 4 × 7,62-мм кулемети